# Hậu (cờ vua)
Xem thêm: Hậu
Hậu (♕, ♛) là một trong hai loại quân cờ chủ lực nặng trên bàn cờ vua (loại còn lại là Xe), đây là quân mạnh nhất trên bàn cờ và quan trọng thứ hai sau quân Vua.
Mỗi người chơi bắt đầu ván cờ với một quân Hậu ở giữa hàng đầu tiên của bàn cờ, bên cạnh quân Vua. Do sức mạnh của mình, một quân Tốt thường phong cấp thành Hậu trong đa số các trường hợp.
Tiền thân của quân Hậu là quân Sĩ, một quân yếu chỉ có thể di chuyển một ô theo đường chéo trong môn cờ shatranj của người Ba Tư. Quân Hậu có được sức mạnh và khả năng di chuyển như ngày nay lấy cảm hứng dựa trên sự đăng quang của Isabel I của Castilla tại Tây Ban Nha, dựa trên sự quyền lực của vị nữ vương này.

## Vị trí và cách di chuyển
Khi bắt đầu ván đấu, quân Hậu trắng được đặt ở ô d1, còn Hậu đen được đặt ở d8. Với bàn cờ được kí hiệu tọa độ chính xác, quân Hậu trắng và Hậu đen sẽ ở ô có màu giống với màu của chính nó, từ đó có câu nói "queen gets her color" hay trong tiếng Latin là servat rēgīna colōrem chỉ sự giống nhau này.
Quân Hậu có thể di chuyển không giới hạn ô theo phương ngang, phương dọc hoặc phương chéo, hay nói cách khác là kết hợp khả năng di chuyển của quân Xe và quân Tượng. Quân Hậu bắt các quân cờ khác bằng cách di chuyển tới ô mà quân cờ bị bắt đang đứng.
|   | a                               | b                               | c                               | d                               | e                               | f                               | g                               | h                               |   |
| 8 | d8 black queen · d1 white queen | d8 black queen · d1 white queen | d8 black queen · d1 white queen | d8 black queen · d1 white queen | d8 black queen · d1 white queen | d8 black queen · d1 white queen | d8 black queen · d1 white queen | d8 black queen · d1 white queen | 8 |
| 7 | d8 black queen · d1 white queen | d8 black queen · d1 white queen | d8 black queen · d1 white queen | d8 black queen · d1 white queen | d8 black queen · d1 white queen | d8 black queen · d1 white queen | d8 black queen · d1 white queen | d8 black queen · d1 white queen | 7 |
| 6 | d8 black queen · d1 white queen | d8 black queen · d1 white queen | d8 black queen · d1 white queen | d8 black queen · d1 white queen | d8 black queen · d1 white queen | d8 black queen · d1 white queen | d8 black queen · d1 white queen | d8 black queen · d1 white queen | 6 |
| 5 | d8 black queen · d1 white queen | d8 black queen · d1 white queen | d8 black queen · d1 white queen | d8 black queen · d1 white queen | d8 black queen · d1 white queen | d8 black queen · d1 white queen | d8 black queen · d1 white queen | d8 black queen · d1 white queen | 5 |
| 4 | d8 black queen · d1 white queen | d8 black queen · d1 white queen | d8 black queen · d1 white queen | d8 black queen · d1 white queen | d8 black queen · d1 white queen | d8 black queen · d1 white queen | d8 black queen · d1 white queen | d8 black queen · d1 white queen | 4 |
| 3 | d8 black queen · d1 white queen | d8 black queen · d1 white queen | d8 black queen · d1 white queen | d8 black queen · d1 white queen | d8 black queen · d1 white queen | d8 black queen · d1 white queen | d8 black queen · d1 white queen | d8 black queen · d1 white queen | 3 |
| 2 | d8 black queen · d1 white queen | d8 black queen · d1 white queen | d8 black queen · d1 white queen | d8 black queen · d1 white queen | d8 black queen · d1 white queen | d8 black queen · d1 white queen | d8 black queen · d1 white queen | d8 black queen · d1 white queen | 2 |
| 1 | d8 black queen · d1 white queen | d8 black queen · d1 white queen | d8 black queen · d1 white queen | d8 black queen · d1 white queen | d8 black queen · d1 white queen | d8 black queen · d1 white queen | d8 black queen · d1 white queen | d8 black queen · d1 white queen | 1 |
|   | a                               | b                               | c                               | d                               | e                               | f                               | g                               | h                               |   |

|   | a | b | c | d | e | f | g | h |   |
| 8 | d8 white circle · h8 white circle · a7 white circle · d7 white circle · g7 white circle · b6 white circle · d6 white circle · f6 white circle · c5 white circle · d5 white circle · e5 white circle · a4 white circle · b4 white circle · c4 white circle · d4 white queen · e4 white circle · f4 white circle · g4 white circle · h4 white circle · c3 white circle · d3 white circle · e3 white circle · b2 white circle · d2 white circle · f2 white circle · a1 white circle · d1 white circle · g1 white circle | d8 white circle · h8 white circle · a7 white circle · d7 white circle · g7 white circle · b6 white circle · d6 white circle · f6 white circle · c5 white circle · d5 white circle · e5 white circle · a4 white circle · b4 white circle · c4 white circle · d4 white queen · e4 white circle · f4 white circle · g4 white circle · h4 white circle · c3 white circle · d3 white circle · e3 white circle · b2 white circle · d2 white circle · f2 white circle · a1 white circle · d1 white circle · g1 white circle | d8 white circle · h8 white circle · a7 white circle · d7 white circle · g7 white circle · b6 white circle · d6 white circle · f6 white circle · c5 white circle · d5 white circle · e5 white circle · a4 white circle · b4 white circle · c4 white circle · d4 white queen · e4 white circle · f4 white circle · g4 white circle · h4 white circle · c3 white circle · d3 white circle · e3 white circle · b2 white circle · d2 white circle · f2 white circle · a1 white circle · d1 white circle · g1 white circle | d8 white circle · h8 white circle · a7 white circle · d7 white circle · g7 white circle · b6 white circle · d6 white circle · f6 white circle · c5 white circle · d5 white circle · e5 white circle · a4 white circle · b4 white circle · c4 white circle · d4 white queen · e4 white circle · f4 white circle · g4 white circle · h4 white circle · c3 white circle · d3 white circle · e3 white circle · b2 white circle · d2 white circle · f2 white circle · a1 white circle · d1 white circle · g1 white circle | d8 white circle · h8 white circle · a7 white circle · d7 white circle · g7 white circle · b6 white circle · d6 white circle · f6 white circle · c5 white circle · d5 white circle · e5 white circle · a4 white circle · b4 white circle · c4 white circle · d4 white queen · e4 white circle · f4 white circle · g4 white circle · h4 white circle · c3 white circle · d3 white circle · e3 white circle · b2 white circle · d2 white circle · f2 white circle · a1 white circle · d1 white circle · g1 white circle | d8 white circle · h8 white circle · a7 white circle · d7 white circle · g7 white circle · b6 white circle · d6 white circle · f6 white circle · c5 white circle · d5 white circle · e5 white circle · a4 white circle · b4 white circle · c4 white circle · d4 white queen · e4 white circle · f4 white circle · g4 white circle · h4 white circle · c3 white circle · d3 white circle · e3 white circle · b2 white circle · d2 white circle · f2 white circle · a1 white circle · d1 white circle · g1 white circle | d8 white circle · h8 white circle · a7 white circle · d7 white circle · g7 white circle · b6 white circle · d6 white circle · f6 white circle · c5 white circle · d5 white circle · e5 white circle · a4 white circle · b4 white circle · c4 white circle · d4 white queen · e4 white circle · f4 white circle · g4 white circle · h4 white circle · c3 white circle · d3 white circle · e3 white circle · b2 white circle · d2 white circle · f2 white circle · a1 white circle · d1 white circle · g1 white circle | d8 white circle · h8 white circle · a7 white circle · d7 white circle · g7 white circle · b6 white circle · d6 white circle · f6 white circle · c5 white circle · d5 white circle · e5 white circle · a4 white circle · b4 white circle · c4 white circle · d4 white queen · e4 white circle · f4 white circle · g4 white circle · h4 white circle · c3 white circle · d3 white circle · e3 white circle · b2 white circle · d2 white circle · f2 white circle · a1 white circle · d1 white circle · g1 white circle | 8 |
| 7 | d8 white circle · h8 white circle · a7 white circle · d7 white circle · g7 white circle · b6 white circle · d6 white circle · f6 white circle · c5 white circle · d5 white circle · e5 white circle · a4 white circle · b4 white circle · c4 white circle · d4 white queen · e4 white circle · f4 white circle · g4 white circle · h4 white circle · c3 white circle · d3 white circle · e3 white circle · b2 white circle · d2 white circle · f2 white circle · a1 white circle · d1 white circle · g1 white circle | d8 white circle · h8 white circle · a7 white circle · d7 white circle · g7 white circle · b6 white circle · d6 white circle · f6 white circle · c5 white circle · d5 white circle · e5 white circle · a4 white circle · b4 white circle · c4 white circle · d4 white queen · e4 white circle · f4 white circle · g4 white circle · h4 white circle · c3 white circle · d3 white circle · e3 white circle · b2 white circle · d2 white circle · f2 white circle · a1 white circle · d1 white circle · g1 white circle | d8 white circle · h8 white circle · a7 white circle · d7 white circle · g7 white circle · b6 white circle · d6 white circle · f6 white circle · c5 white circle · d5 white circle · e5 white circle · a4 white circle · b4 white circle · c4 white circle · d4 white queen · e4 white circle · f4 white circle · g4 white circle · h4 white circle · c3 white circle · d3 white circle · e3 white circle · b2 white circle · d2 white circle · f2 white circle · a1 white circle · d1 white circle · g1 white circle | d8 white circle · h8 white circle · a7 white circle · d7 white circle · g7 white circle · b6 white circle · d6 white circle · f6 white circle · c5 white circle · d5 white circle · e5 white circle · a4 white circle · b4 white circle · c4 white circle · d4 white queen · e4 white circle · f4 white circle · g4 white circle · h4 white circle · c3 white circle · d3 white circle · e3 white circle · b2 white circle · d2 white circle · f2 white circle · a1 white circle · d1 white circle · g1 white circle | d8 white circle · h8 white circle · a7 white circle · d7 white circle · g7 white circle · b6 white circle · d6 white circle · f6 white circle · c5 white circle · d5 white circle · e5 white circle · a4 white circle · b4 white circle · c4 white circle · d4 white queen · e4 white circle · f4 white circle · g4 white circle · h4 white circle · c3 white circle · d3 white circle · e3 white circle · b2 white circle · d2 white circle · f2 white circle · a1 white circle · d1 white circle · g1 white circle | d8 white circle · h8 white circle · a7 white circle · d7 white circle · g7 white circle · b6 white circle · d6 white circle · f6 white circle · c5 white circle · d5 white circle · e5 white circle · a4 white circle · b4 white circle · c4 white circle · d4 white queen · e4 white circle · f4 white circle · g4 white circle · h4 white circle · c3 white circle · d3 white circle · e3 white circle · b2 white circle · d2 white circle · f2 white circle · a1 white circle · d1 white circle · g1 white circle | d8 white circle · h8 white circle · a7 white circle · d7 white circle · g7 white circle · b6 white circle · d6 white circle · f6 white circle · c5 white circle · d5 white circle · e5 white circle · a4 white circle · b4 white circle · c4 white circle · d4 white queen · e4 white circle · f4 white circle · g4 white circle · h4 white circle · c3 white circle · d3 white circle · e3 white circle · b2 white circle · d2 white circle · f2 white circle · a1 white circle · d1 white circle · g1 white circle | d8 white circle · h8 white circle · a7 white circle · d7 white circle · g7 white circle · b6 white circle · d6 white circle · f6 white circle · c5 white circle · d5 white circle · e5 white circle · a4 white circle · b4 white circle · c4 white circle · d4 white queen · e4 white circle · f4 white circle · g4 white circle · h4 white circle · c3 white circle · d3 white circle · e3 white circle · b2 white circle · d2 white circle · f2 white circle · a1 white circle · d1 white circle · g1 white circle | 7 |
| 6 | d8 white circle · h8 white circle · a7 white circle · d7 white circle · g7 white circle · b6 white circle · d6 white circle · f6 white circle · c5 white circle · d5 white circle · e5 white circle · a4 white circle · b4 white circle · c4 white circle · d4 white queen · e4 white circle · f4 white circle · g4 white circle · h4 white circle · c3 white circle · d3 white circle · e3 white circle · b2 white circle · d2 white circle · f2 white circle · a1 white circle · d1 white circle · g1 white circle | d8 white circle · h8 white circle · a7 white circle · d7 white circle · g7 white circle · b6 white circle · d6 white circle · f6 white circle · c5 white circle · d5 white circle · e5 white circle · a4 white circle · b4 white circle · c4 white circle · d4 white queen · e4 white circle · f4 white circle · g4 white circle · h4 white circle · c3 white circle · d3 white circle · e3 white circle · b2 white circle · d2 white circle · f2 white circle · a1 white circle · d1 white circle · g1 white circle | d8 white circle · h8 white circle · a7 white circle · d7 white circle · g7 white circle · b6 white circle · d6 white circle · f6 white circle · c5 white circle · d5 white circle · e5 white circle · a4 white circle · b4 white circle · c4 white circle · d4 white queen · e4 white circle · f4 white circle · g4 white circle · h4 white circle · c3 white circle · d3 white circle · e3 white circle · b2 white circle · d2 white circle · f2 white circle · a1 white circle · d1 white circle · g1 white circle | d8 white circle · h8 white circle · a7 white circle · d7 white circle · g7 white circle · b6 white circle · d6 white circle · f6 white circle · c5 white circle · d5 white circle · e5 white circle · a4 white circle · b4 white circle · c4 white circle · d4 white queen · e4 white circle · f4 white circle · g4 white circle · h4 white circle · c3 white circle · d3 white circle · e3 white circle · b2 white circle · d2 white circle · f2 white circle · a1 white circle · d1 white circle · g1 white circle | d8 white circle · h8 white circle · a7 white circle · d7 white circle · g7 white circle · b6 white circle · d6 white circle · f6 white circle · c5 white circle · d5 white circle · e5 white circle · a4 white circle · b4 white circle · c4 white circle · d4 white queen · e4 white circle · f4 white circle · g4 white circle · h4 white circle · c3 white circle · d3 white circle · e3 white circle · b2 white circle · d2 white circle · f2 white circle · a1 white circle · d1 white circle · g1 white circle | d8 white circle · h8 white circle · a7 white circle · d7 white circle · g7 white circle · b6 white circle · d6 white circle · f6 white circle · c5 white circle · d5 white circle · e5 white circle · a4 white circle · b4 white circle · c4 white circle · d4 white queen · e4 white circle · f4 white circle · g4 white circle · h4 white circle · c3 white circle · d3 white circle · e3 white circle · b2 white circle · d2 white circle · f2 white circle · a1 white circle · d1 white circle · g1 white circle | d8 white circle · h8 white circle · a7 white circle · d7 white circle · g7 white circle · b6 white circle · d6 white circle · f6 white circle · c5 white circle · d5 white circle · e5 white circle · a4 white circle · b4 white circle · c4 white circle · d4 white queen · e4 white circle · f4 white circle · g4 white circle · h4 white circle · c3 white circle · d3 white circle · e3 white circle · b2 white circle · d2 white circle · f2 white circle · a1 white circle · d1 white circle · g1 white circle | d8 white circle · h8 white circle · a7 white circle · d7 white circle · g7 white circle · b6 white circle · d6 white circle · f6 white circle · c5 white circle · d5 white circle · e5 white circle · a4 white circle · b4 white circle · c4 white circle · d4 white queen · e4 white circle · f4 white circle · g4 white circle · h4 white circle · c3 white circle · d3 white circle · e3 white circle · b2 white circle · d2 white circle · f2 white circle · a1 white circle · d1 white circle · g1 white circle | 6 |
| 5 | d8 white circle · h8 white circle · a7 white circle · d7 white circle · g7 white circle · b6 white circle · d6 white circle · f6 white circle · c5 white circle · d5 white circle · e5 white circle · a4 white circle · b4 white circle · c4 white circle · d4 white queen · e4 white circle · f4 white circle · g4 white circle · h4 white circle · c3 white circle · d3 white circle · e3 white circle · b2 white circle · d2 white circle · f2 white circle · a1 white circle · d1 white circle · g1 white circle | d8 white circle · h8 white circle · a7 white circle · d7 white circle · g7 white circle · b6 white circle · d6 white circle · f6 white circle · c5 white circle · d5 white circle · e5 white circle · a4 white circle · b4 white circle · c4 white circle · d4 white queen · e4 white circle · f4 white circle · g4 white circle · h4 white circle · c3 white circle · d3 white circle · e3 white circle · b2 white circle · d2 white circle · f2 white circle · a1 white circle · d1 white circle · g1 white circle | d8 white circle · h8 white circle · a7 white circle · d7 white circle · g7 white circle · b6 white circle · d6 white circle · f6 white circle · c5 white circle · d5 white circle · e5 white circle · a4 white circle · b4 white circle · c4 white circle · d4 white queen · e4 white circle · f4 white circle · g4 white circle · h4 white circle · c3 white circle · d3 white circle · e3 white circle · b2 white circle · d2 white circle · f2 white circle · a1 white circle · d1 white circle · g1 white circle | d8 white circle · h8 white circle · a7 white circle · d7 white circle · g7 white circle · b6 white circle · d6 white circle · f6 white circle · c5 white circle · d5 white circle · e5 white circle · a4 white circle · b4 white circle · c4 white circle · d4 white queen · e4 white circle · f4 white circle · g4 white circle · h4 white circle · c3 white circle · d3 white circle · e3 white circle · b2 white circle · d2 white circle · f2 white circle · a1 white circle · d1 white circle · g1 white circle | d8 white circle · h8 white circle · a7 white circle · d7 white circle · g7 white circle · b6 white circle · d6 white circle · f6 white circle · c5 white circle · d5 white circle · e5 white circle · a4 white circle · b4 white circle · c4 white circle · d4 white queen · e4 white circle · f4 white circle · g4 white circle · h4 white circle · c3 white circle · d3 white circle · e3 white circle · b2 white circle · d2 white circle · f2 white circle · a1 white circle · d1 white circle · g1 white circle | d8 white circle · h8 white circle · a7 white circle · d7 white circle · g7 white circle · b6 white circle · d6 white circle · f6 white circle · c5 white circle · d5 white circle · e5 white circle · a4 white circle · b4 white circle · c4 white circle · d4 white queen · e4 white circle · f4 white circle · g4 white circle · h4 white circle · c3 white circle · d3 white circle · e3 white circle · b2 white circle · d2 white circle · f2 white circle · a1 white circle · d1 white circle · g1 white circle | d8 white circle · h8 white circle · a7 white circle · d7 white circle · g7 white circle · b6 white circle · d6 white circle · f6 white circle · c5 white circle · d5 white circle · e5 white circle · a4 white circle · b4 white circle · c4 white circle · d4 white queen · e4 white circle · f4 white circle · g4 white circle · h4 white circle · c3 white circle · d3 white circle · e3 white circle · b2 white circle · d2 white circle · f2 white circle · a1 white circle · d1 white circle · g1 white circle | d8 white circle · h8 white circle · a7 white circle · d7 white circle · g7 white circle · b6 white circle · d6 white circle · f6 white circle · c5 white circle · d5 white circle · e5 white circle · a4 white circle · b4 white circle · c4 white circle · d4 white queen · e4 white circle · f4 white circle · g4 white circle · h4 white circle · c3 white circle · d3 white circle · e3 white circle · b2 white circle · d2 white circle · f2 white circle · a1 white circle · d1 white circle · g1 white circle | 5 |
| 4 | d8 white circle · h8 white circle · a7 white circle · d7 white circle · g7 white circle · b6 white circle · d6 white circle · f6 white circle · c5 white circle · d5 white circle · e5 white circle · a4 white circle · b4 white circle · c4 white circle · d4 white queen · e4 white circle · f4 white circle · g4 white circle · h4 white circle · c3 white circle · d3 white circle · e3 white circle · b2 white circle · d2 white circle · f2 white circle · a1 white circle · d1 white circle · g1 white circle | d8 white circle · h8 white circle · a7 white circle · d7 white circle · g7 white circle · b6 white circle · d6 white circle · f6 white circle · c5 white circle · d5 white circle · e5 white circle · a4 white circle · b4 white circle · c4 white circle · d4 white queen · e4 white circle · f4 white circle · g4 white circle · h4 white circle · c3 white circle · d3 white circle · e3 white circle · b2 white circle · d2 white circle · f2 white circle · a1 white circle · d1 white circle · g1 white circle | d8 white circle · h8 white circle · a7 white circle · d7 white circle · g7 white circle · b6 white circle · d6 white circle · f6 white circle · c5 white circle · d5 white circle · e5 white circle · a4 white circle · b4 white circle · c4 white circle · d4 white queen · e4 white circle · f4 white circle · g4 white circle · h4 white circle · c3 white circle · d3 white circle · e3 white circle · b2 white circle · d2 white circle · f2 white circle · a1 white circle · d1 white circle · g1 white circle | d8 white circle · h8 white circle · a7 white circle · d7 white circle · g7 white circle · b6 white circle · d6 white circle · f6 white circle · c5 white circle · d5 white circle · e5 white circle · a4 white circle · b4 white circle · c4 white circle · d4 white queen · e4 white circle · f4 white circle · g4 white circle · h4 white circle · c3 white circle · d3 white circle · e3 white circle · b2 white circle · d2 white circle · f2 white circle · a1 white circle · d1 white circle · g1 white circle | d8 white circle · h8 white circle · a7 white circle · d7 white circle · g7 white circle · b6 white circle · d6 white circle · f6 white circle · c5 white circle · d5 white circle · e5 white circle · a4 white circle · b4 white circle · c4 white circle · d4 white queen · e4 white circle · f4 white circle · g4 white circle · h4 white circle · c3 white circle · d3 white circle · e3 white circle · b2 white circle · d2 white circle · f2 white circle · a1 white circle · d1 white circle · g1 white circle | d8 white circle · h8 white circle · a7 white circle · d7 white circle · g7 white circle · b6 white circle · d6 white circle · f6 white circle · c5 white circle · d5 white circle · e5 white circle · a4 white circle · b4 white circle · c4 white circle · d4 white queen · e4 white circle · f4 white circle · g4 white circle · h4 white circle · c3 white circle · d3 white circle · e3 white circle · b2 white circle · d2 white circle · f2 white circle · a1 white circle · d1 white circle · g1 white circle | d8 white circle · h8 white circle · a7 white circle · d7 white circle · g7 white circle · b6 white circle · d6 white circle · f6 white circle · c5 white circle · d5 white circle · e5 white circle · a4 white circle · b4 white circle · c4 white circle · d4 white queen · e4 white circle · f4 white circle · g4 white circle · h4 white circle · c3 white circle · d3 white circle · e3 white circle · b2 white circle · d2 white circle · f2 white circle · a1 white circle · d1 white circle · g1 white circle | d8 white circle · h8 white circle · a7 white circle · d7 white circle · g7 white circle · b6 white circle · d6 white circle · f6 white circle · c5 white circle · d5 white circle · e5 white circle · a4 white circle · b4 white circle · c4 white circle · d4 white queen · e4 white circle · f4 white circle · g4 white circle · h4 white circle · c3 white circle · d3 white circle · e3 white circle · b2 white circle · d2 white circle · f2 white circle · a1 white circle · d1 white circle · g1 white circle | 4 |
| 3 | d8 white circle · h8 white circle · a7 white circle · d7 white circle · g7 white circle · b6 white circle · d6 white circle · f6 white circle · c5 white circle · d5 white circle · e5 white circle · a4 white circle · b4 white circle · c4 white circle · d4 white queen · e4 white circle · f4 white circle · g4 white circle · h4 white circle · c3 white circle · d3 white circle · e3 white circle · b2 white circle · d2 white circle · f2 white circle · a1 white circle · d1 white circle · g1 white circle | d8 white circle · h8 white circle · a7 white circle · d7 white circle · g7 white circle · b6 white circle · d6 white circle · f6 white circle · c5 white circle · d5 white circle · e5 white circle · a4 white circle · b4 white circle · c4 white circle · d4 white queen · e4 white circle · f4 white circle · g4 white circle · h4 white circle · c3 white circle · d3 white circle · e3 white circle · b2 white circle · d2 white circle · f2 white circle · a1 white circle · d1 white circle · g1 white circle | d8 white circle · h8 white circle · a7 white circle · d7 white circle · g7 white circle · b6 white circle · d6 white circle · f6 white circle · c5 white circle · d5 white circle · e5 white circle · a4 white circle · b4 white circle · c4 white circle · d4 white queen · e4 white circle · f4 white circle · g4 white circle · h4 white circle · c3 white circle · d3 white circle · e3 white circle · b2 white circle · d2 white circle · f2 white circle · a1 white circle · d1 white circle · g1 white circle | d8 white circle · h8 white circle · a7 white circle · d7 white circle · g7 white circle · b6 white circle · d6 white circle · f6 white circle · c5 white circle · d5 white circle · e5 white circle · a4 white circle · b4 white circle · c4 white circle · d4 white queen · e4 white circle · f4 white circle · g4 white circle · h4 white circle · c3 white circle · d3 white circle · e3 white circle · b2 white circle · d2 white circle · f2 white circle · a1 white circle · d1 white circle · g1 white circle | d8 white circle · h8 white circle · a7 white circle · d7 white circle · g7 white circle · b6 white circle · d6 white circle · f6 white circle · c5 white circle · d5 white circle · e5 white circle · a4 white circle · b4 white circle · c4 white circle · d4 white queen · e4 white circle · f4 white circle · g4 white circle · h4 white circle · c3 white circle · d3 white circle · e3 white circle · b2 white circle · d2 white circle · f2 white circle · a1 white circle · d1 white circle · g1 white circle | d8 white circle · h8 white circle · a7 white circle · d7 white circle · g7 white circle · b6 white circle · d6 white circle · f6 white circle · c5 white circle · d5 white circle · e5 white circle · a4 white circle · b4 white circle · c4 white circle · d4 white queen · e4 white circle · f4 white circle · g4 white circle · h4 white circle · c3 white circle · d3 white circle · e3 white circle · b2 white circle · d2 white circle · f2 white circle · a1 white circle · d1 white circle · g1 white circle | d8 white circle · h8 white circle · a7 white circle · d7 white circle · g7 white circle · b6 white circle · d6 white circle · f6 white circle · c5 white circle · d5 white circle · e5 white circle · a4 white circle · b4 white circle · c4 white circle · d4 white queen · e4 white circle · f4 white circle · g4 white circle · h4 white circle · c3 white circle · d3 white circle · e3 white circle · b2 white circle · d2 white circle · f2 white circle · a1 white circle · d1 white circle · g1 white circle | d8 white circle · h8 white circle · a7 white circle · d7 white circle · g7 white circle · b6 white circle · d6 white circle · f6 white circle · c5 white circle · d5 white circle · e5 white circle · a4 white circle · b4 white circle · c4 white circle · d4 white queen · e4 white circle · f4 white circle · g4 white circle · h4 white circle · c3 white circle · d3 white circle · e3 white circle · b2 white circle · d2 white circle · f2 white circle · a1 white circle · d1 white circle · g1 white circle | 3 |
| 2 | d8 white circle · h8 white circle · a7 white circle · d7 white circle · g7 white circle · b6 white circle · d6 white circle · f6 white circle · c5 white circle · d5 white circle · e5 white circle · a4 white circle · b4 white circle · c4 white circle · d4 white queen · e4 white circle · f4 white circle · g4 white circle · h4 white circle · c3 white circle · d3 white circle · e3 white circle · b2 white circle · d2 white circle · f2 white circle · a1 white circle · d1 white circle · g1 white circle | d8 white circle · h8 white circle · a7 white circle · d7 white circle · g7 white circle · b6 white circle · d6 white circle · f6 white circle · c5 white circle · d5 white circle · e5 white circle · a4 white circle · b4 white circle · c4 white circle · d4 white queen · e4 white circle · f4 white circle · g4 white circle · h4 white circle · c3 white circle · d3 white circle · e3 white circle · b2 white circle · d2 white circle · f2 white circle · a1 white circle · d1 white circle · g1 white circle | d8 white circle · h8 white circle · a7 white circle · d7 white circle · g7 white circle · b6 white circle · d6 white circle · f6 white circle · c5 white circle · d5 white circle · e5 white circle · a4 white circle · b4 white circle · c4 white circle · d4 white queen · e4 white circle · f4 white circle · g4 white circle · h4 white circle · c3 white circle · d3 white circle · e3 white circle · b2 white circle · d2 white circle · f2 white circle · a1 white circle · d1 white circle · g1 white circle | d8 white circle · h8 white circle · a7 white circle · d7 white circle · g7 white circle · b6 white circle · d6 white circle · f6 white circle · c5 white circle · d5 white circle · e5 white circle · a4 white circle · b4 white circle · c4 white circle · d4 white queen · e4 white circle · f4 white circle · g4 white circle · h4 white circle · c3 white circle · d3 white circle · e3 white circle · b2 white circle · d2 white circle · f2 white circle · a1 white circle · d1 white circle · g1 white circle | d8 white circle · h8 white circle · a7 white circle · d7 white circle · g7 white circle · b6 white circle · d6 white circle · f6 white circle · c5 white circle · d5 white circle · e5 white circle · a4 white circle · b4 white circle · c4 white circle · d4 white queen · e4 white circle · f4 white circle · g4 white circle · h4 white circle · c3 white circle · d3 white circle · e3 white circle · b2 white circle · d2 white circle · f2 white circle · a1 white circle · d1 white circle · g1 white circle | d8 white circle · h8 white circle · a7 white circle · d7 white circle · g7 white circle · b6 white circle · d6 white circle · f6 white circle · c5 white circle · d5 white circle · e5 white circle · a4 white circle · b4 white circle · c4 white circle · d4 white queen · e4 white circle · f4 white circle · g4 white circle · h4 white circle · c3 white circle · d3 white circle · e3 white circle · b2 white circle · d2 white circle · f2 white circle · a1 white circle · d1 white circle · g1 white circle | d8 white circle · h8 white circle · a7 white circle · d7 white circle · g7 white circle · b6 white circle · d6 white circle · f6 white circle · c5 white circle · d5 white circle · e5 white circle · a4 white circle · b4 white circle · c4 white circle · d4 white queen · e4 white circle · f4 white circle · g4 white circle · h4 white circle · c3 white circle · d3 white circle · e3 white circle · b2 white circle · d2 white circle · f2 white circle · a1 white circle · d1 white circle · g1 white circle | d8 white circle · h8 white circle · a7 white circle · d7 white circle · g7 white circle · b6 white circle · d6 white circle · f6 white circle · c5 white circle · d5 white circle · e5 white circle · a4 white circle · b4 white circle · c4 white circle · d4 white queen · e4 white circle · f4 white circle · g4 white circle · h4 white circle · c3 white circle · d3 white circle · e3 white circle · b2 white circle · d2 white circle · f2 white circle · a1 white circle · d1 white circle · g1 white circle | 2 |
| 1 | d8 white circle · h8 white circle · a7 white circle · d7 white circle · g7 white circle · b6 white circle · d6 white circle · f6 white circle · c5 white circle · d5 white circle · e5 white circle · a4 white circle · b4 white circle · c4 white circle · d4 white queen · e4 white circle · f4 white circle · g4 white circle · h4 white circle · c3 white circle · d3 white circle · e3 white circle · b2 white circle · d2 white circle · f2 white circle · a1 white circle · d1 white circle · g1 white circle | d8 white circle · h8 white circle · a7 white circle · d7 white circle · g7 white circle · b6 white circle · d6 white circle · f6 white circle · c5 white circle · d5 white circle · e5 white circle · a4 white circle · b4 white circle · c4 white circle · d4 white queen · e4 white circle · f4 white circle · g4 white circle · h4 white circle · c3 white circle · d3 white circle · e3 white circle · b2 white circle · d2 white circle · f2 white circle · a1 white circle · d1 white circle · g1 white circle | d8 white circle · h8 white circle · a7 white circle · d7 white circle · g7 white circle · b6 white circle · d6 white circle · f6 white circle · c5 white circle · d5 white circle · e5 white circle · a4 white circle · b4 white circle · c4 white circle · d4 white queen · e4 white circle · f4 white circle · g4 white circle · h4 white circle · c3 white circle · d3 white circle · e3 white circle · b2 white circle · d2 white circle · f2 white circle · a1 white circle · d1 white circle · g1 white circle | d8 white circle · h8 white circle · a7 white circle · d7 white circle · g7 white circle · b6 white circle · d6 white circle · f6 white circle · c5 white circle · d5 white circle · e5 white circle · a4 white circle · b4 white circle · c4 white circle · d4 white queen · e4 white circle · f4 white circle · g4 white circle · h4 white circle · c3 white circle · d3 white circle · e3 white circle · b2 white circle · d2 white circle · f2 white circle · a1 white circle · d1 white circle · g1 white circle | d8 white circle · h8 white circle · a7 white circle · d7 white circle · g7 white circle · b6 white circle · d6 white circle · f6 white circle · c5 white circle · d5 white circle · e5 white circle · a4 white circle · b4 white circle · c4 white circle · d4 white queen · e4 white circle · f4 white circle · g4 white circle · h4 white circle · c3 white circle · d3 white circle · e3 white circle · b2 white circle · d2 white circle · f2 white circle · a1 white circle · d1 white circle · g1 white circle | d8 white circle · h8 white circle · a7 white circle · d7 white circle · g7 white circle · b6 white circle · d6 white circle · f6 white circle · c5 white circle · d5 white circle · e5 white circle · a4 white circle · b4 white circle · c4 white circle · d4 white queen · e4 white circle · f4 white circle · g4 white circle · h4 white circle · c3 white circle · d3 white circle · e3 white circle · b2 white circle · d2 white circle · f2 white circle · a1 white circle · d1 white circle · g1 white circle | d8 white circle · h8 white circle · a7 white circle · d7 white circle · g7 white circle · b6 white circle · d6 white circle · f6 white circle · c5 white circle · d5 white circle · e5 white circle · a4 white circle · b4 white circle · c4 white circle · d4 white queen · e4 white circle · f4 white circle · g4 white circle · h4 white circle · c3 white circle · d3 white circle · e3 white circle · b2 white circle · d2 white circle · f2 white circle · a1 white circle · d1 white circle · g1 white circle | d8 white circle · h8 white circle · a7 white circle · d7 white circle · g7 white circle · b6 white circle · d6 white circle · f6 white circle · c5 white circle · d5 white circle · e5 white circle · a4 white circle · b4 white circle · c4 white circle · d4 white queen · e4 white circle · f4 white circle · g4 white circle · h4 white circle · c3 white circle · d3 white circle · e3 white circle · b2 white circle · d2 white circle · f2 white circle · a1 white circle · d1 white circle · g1 white circle | 1 |
|   | a | b | c | d | e | f | g | h |   |

Mỗi đấu thủ bắt đầu ván đấu với một quân Hậu, và trong quá trình chơi có thể phong cấp quân Tốt trở thành bốn loại quân khác, trong đó có quân Hậu. Quân Hậu cũng trở thành quân thường được phong cấp từ quân Tốt nhất do sức mạnh đột biến của mình; việc phong cấp trở thành một quân Hậu thường được gọi là hóa Hậu hay queening trong tiếng Anh.

## Giá trị
Quân Hậu thường có giá trị tương đương với chín quân Tốt, tức là hơn một chút so với một quân Xe và quân Tượng hợp lại, nhưng lại kém hơn một chút so với hai quân Xe, tuy nhiên có một vài trường hợp ngoại lệ. Việc trao đổi quân Hậu lấy một quân không phải quân Hậu của đối phương thường dẫn tới bất lợi lớn trong ván đấu.
Sức mạnh của quân Hậu so với sức mạnh của một quân Xe và quân Tượng có cả ưu điểm và nhược điểm. Đầu tiên, quân Hậu linh động hơn so với quân Xe và quân Tượng, và sức mạnh của toàn bộ quân Hậu có thể được di chuyển tới một vị trí khác chỉ trong một nước đi, trong khi việc di chuyển này với Xe và Tượng cần ít nhất hai nước đi. Thứ hai, không giống với quân Tượng, quân hậu không bị giới hạn khả năng gây ảnh hưởng trên bàn cờ, trong khi một quân Tượng bị giới hạn trong các ô trằng hoặc các ô đen. Tuy nhiên, Xe và Tượng hợp lại với nhau có thể tấn công cùng lúc vào một ô, trong khi Hậu không làm được điều này. Tuy nhiên, thực tế đã chỉ ra rằng yếu tố này không quá quan trọng trong việc định đoạt sức mạnh của quân Hậu.
Quân Hậu có sức mạnh lớn nhất khi ván đấu thoáng, khi quân Vua của đối phương không được phòng  thủ tốt hoặc khi có nhiều quân của đối phương không được bảo vệ. Quân Hậu có thể tấn công đôi rất hiệu quả nhờ có tầm hoạt động rộng và khả năng di chuyển trên nhieu hướng khác nhau của mình.

## Chiến thuật
Người chơi thường không phát triển quân Hậu quá sớm, bởi việc này có thể dẫn tới việc quân Hậu bị các quân cờ yếu hơn của đối phương tấn công, từ đó tốn thời gian để đưa Hậu khỏi vòng nguy hiểm. Tuy nhiên, người chơi mới thường phát triển quân Hậu rất sớm với mong đợi chiếu hết Vua của đối phương nhờ sai lầm của họ, ví dụ như chiếu hết của Scholar.
Việc tấn công sớm với Hậu hiếm gặp tại các ván cờ vua trình độ cao, tuy nhiên có một vài khai cuộc mà các người chơi trình độ cao mà ở đó Hậu được phát triển sớm. Ví dụ như Phòng thủ Scandinavian (1. e4 d5), mà ở đó Đen thường di chuyển Hậu vào nước thứ hai hay thứ ba, khai cuộc này cũng được chơi ở các giải tầm cỡ vô địch thế giới. Một ví dụ khác là Khai cuộc Danvers (1. e4 e5 2. Qh5), thường được cho là khai cuộc của người mới chơi, lại thường được sử dung bởi đại kiện tướng người Mỹ Hikaru Nakamura.
Việc trao đổi Hậu thường đánh dấu sự bắt đầu của tàn cuộc, tuy nhiên cũng có những tàn cuộc có Hậu, và cũng có khi Hậu được trao đổi ngay từ sớm. Mục tiêu thường thấy nhất trong giai đoạn tàn cuộc là phong cấp một quân Tốt trở thành quân Hậu. Do tầm hoạt động rộng và sự linh hoạt của mình, Vua và Hậu đấu với chỉ một quân Vua thường dẫn tới chiến thắng dễ dàng cho bên có Hậu với các hình cờ chiếu hết đơn giản. Vua và Hậu đấu với Vua và Xe cũng là một hình cờ thắng giành cho người chơi có quân Hậu, nhưng sẽ khó hơn để có được chiến thắng.

## Thí hậu
Một đòn thí hậu là hành động không bảo vệ và để quân Hậu bị bắt ra khỏi ván đấu nhằm đoạt lợi ích về mặt thế trận. Một trong những ví dụ kinh điển cho đòn thí hậu là ván cờ bất tử giữa Adolf Anderssen và Lionel Kieseritkzy vào năm 1851, khi Anderseen thí Hậu và ba quân cờ khác để chiếu hết Vua của Kieseritkzy.

## Unicode
Có hai mã Unicode cho hai quân Hậu khác màu:
♕ U+2655 Quân Hậu trắng (HTML &#9813;)
♛ U+265B Quân Hậu đen (HTML &#9819;)